# Tyran (Dr. House)
Tyran (v anglickém originále The Tyrant) je čtvrtá epizoda z šesté řady amerického lékařského dramatu Dr. House.

## Děj
Tým léčí brutálního afrického diktátora jménem Dibala (James Earl Jones), který onemocněl. Diktátor prováděl etnické čistky proti etnické menšině Sitibi a tým se zabývá etickými otázkami zacházení s potenciálním masovým vrahem. 
V této epizodě vystupuje Afričan, který přesvědčuje Chase, aby Dibalu nezachraňoval. Později se obléká jako zdravotní sestra a pokusí se vstoupit do Dibalovo pokoje. Zaútočí na Dibalovy stráže. Chase zjistí, že Dibala donutil tohoto muže znásilnit a zavraždit ženu, a muž řekne Chaseovi, že Dibala toto dělá všem Sitibim. Chase je více zvědavý než ostatní a konfrontuje Dibalu, který nakonec odhalí své plány na zabití etnické menšiny. Dibala také zmiňuje, že jeho nejmladší syn studuje v Princetonu a roky s ním nemluvil kvůli tomu, co o něm čte v novinách. 
Od té doby, co Taub odešel a Třináctka byla propuštěna, Cuddyová přikáže Chasovi a Cameronové, aby pomohli Foremanovi s vedením oddělení, protože House ještě nemá zpět licenci. Nejprve zvažují otravu dioxiny a pokus o atentát. Poté dostává Dibala infarkt a horečku. House navrhuje horečku Lassa a zahajuje léčbu pomocí ribavirinu. Objevuje se dáma jménem Ama a prohlašuje, že jejich ministr zdravotnictví oznámil, že krevní plazma z člověka s protilátkami je proti Lassa horečce  účinnější než ribavirin, a chce, aby tým použil její krev. Ama trvá na tom, aby ji to nechali udělat. Cameronová má podezření, že je ohrožena, ale Cuddyová říká, že pokud ano, raději by měla na svědomí odběr Amyny plazmy, než smrt členů její rodiny. Cuddyová tedy říká týmu, aby použil Amyninu krev. 
Dibalovo pravé oko je krvavé, což je důsledek zvětšené lymfatické uzliny, která blokovala sítnicovou žílu. Foreman navrhuje lymfom. Dělají biopsii lymfatických uzlin, která se vrací negativně. Dibala také pociťuje nedostatek krátkodobé paměti, bodá horečku a má v prstech uzlíky. House si myslí, že je to sklerodermie. Cameronovou to nezajímá natolik, aby se vyjádřila, Chase a Foreman si myslí, že je to blastomykóza, takže začínají léčbu na amfotericinu B. Dibalov plukovník Ntiba se ptá Cameronové, zda je Dibala schopen jasně myslet. Odpovídá, že rozhodně teď rozhodně není. Dodává, že neurony se neregenerují a Dibala je již ve svém úpadku. Ptala se plukovníka, zda si může být jistý, zda příkazy, které Dibala od nynějška vydává, nejsou pouhými bludy nemocného, šíleného, umírajícího starého muže. 
Zatímco podává Dibalovi amfotericin B, Dibala ji popadne za ruku a říká, že pokud pustí vzduchovou bublinu do jeho IV, bude mít další infarkt. Konfrontuje ji s tím, co řekla plukovníku Ntiba, a říká, že vložila zbraň do rukou plukovníka. Nyní říká, že zbraň je již v ruce, a řekne jí, aby stiskla spoušť, pokud chce, aby byl mrtvý, ale poznamenává, že to není tak snadné udělat, než to nechat na někom jiném. Po chvíli Cameronové vstříkne amfotericin a Dibala je v pořádku. Chase přísahá, že vyhodí Dibalu ven na ulici, pokud se znovu dotkne Cameronové. Dibala říká, že jí ukázal její pravou postavu a řekl, že je příliš slabá na to, aby jednala podle svých přesvědčení. Chase ho konfrontuje ohledně jeho plánované genocidy Sitibi. Dibala říká: „Ať už je to cokoli, udělám vše, abych chránil svou zemi!“ Poté se Cameronová rozhodne postavit se na stranu a požádá Chase o krevní test k potvrzení sklerodermie. 
Krevní test naznačuje, že jde o sklerodermii, takže Foreman zahájí léčbu steroidy. Dibala nakonec zemře na těžké krvácení do plic. Foreman najde kus papíru, který ukazuje, že se Chase podepsal v márnici v 9:45 hodin – těsně před provedením krevního testu na Dibalovi. Uvědomuje si, že Chase použil výsledky testu krve 70leté ženy, aby způsobil, že tým udělá nesprávné rozhodnutí a zabil diktátora. Konfrontuje Chase, který říká, že nyní existuje šance na mír a řekne Foremanovi, že pokud za ním přijít policie, má ho varovat, aby mohl vše vysvětlit Cameronové. 

### Vedlejší dějová linie
Vedlejší dějová linie zahrnuje Wilsona, který se snaží napravit vztahy s těžkým sousedem. House bydlí s Wilsonem a jeho zvědavost a vměšování ho vedou k tomu, konfrontuje souseda a podívá se do jeho bytu. Zjistí, že soused je zraněný veterán, který ztratil ve Vietnamu paži; House však dále vyšetřuje a zjišťuje, že soused je Kanaďan. Hněv souseda je způsoben jeho bolestí, ta je způsobena psychosomatickým připoutáním k fantomové končetině. House odmítá jeho status veterána, protože Kanada nebyla ve válce ve Vietnamu bojovně zapojena, ale soused upozorňuje na to, že Kanada poslala jednotky do Vietnamu v roce 1973, aby prosadila mírový proces, přičemž byl zasažen výbuchem miny a zachránil dítě. House řeší spor s Wilsonovým sousedem tím, že ho unesl a přinutil ho podstoupit zrcadlovou terapii VS Ramachandrana, přičemž mu v amputované ruce vyléčil bolest. Soused je nesmírně šťastný a děkuje Housovi. Wilson zjistí, že soused stáhl všechna obvinění a dovolil Wilsonovi dělat věci, proti kterým byl velmi proti. Wilson se diví, co House udělal, a House říká, že byl milý. Wilson mu opravdu nevěří, ale House se jen ptá: „Opravdu to chceš vědět?” Wilson říká, že dá Houseovi výhodu pochybností. 
Mezitím se Třináctka rozvede s Foremanem a řekne, že jí to už dávno chtěl udělat, ale neměl odvahu, a proto ji místo toho vyhodil. Trvá na tom, že to není pravda, a žádá ji o večeři. Zpočátku odmítá, ale později přijme, když zjistí, že jí Foreman dostal práci u Princeton-General. Zeptala se ho, proč prostě neodstoupil místo toho, aby ji vyhodil, a zeptá se ho, jestli by to udělal, kdyby se mohl vrátit zpět. Foreman trvá na tom, že se rozhodl správně, takže Třináctka odchází. 
Epizoda končí tím, že House a Wilson sledují televizi, a křičí společně „Oh!“, když aligátor jí žábu. Syn Dibaly přichází z Princetonu a je vidět, jak pláče nad mrtvým tělem diktátora. Chase jde domů a lehne si do postele vedle Cameronové, velmi jasně se cítí provinile. Foreman pálí záznamy, které ukazují, že Chase vstoupil do márnice bez platného důvodu. Tyto záznamy dosvědčovaly zfalšování krevního testu.